# Флюс
Флюс (нім. Fluß — «потік», «течія») — речовина, що додається до розплавленого металу для видалення його окисів і сторонніх шлаків, під час паяння для запобігання окиснення поверхні металу. Залежно від температури плавлення металу, чи температури паяння, найчастіше використовують такі флюси: вапняк, силікати, бура, борна кислота, каніфоль.

## Флюси у металургії

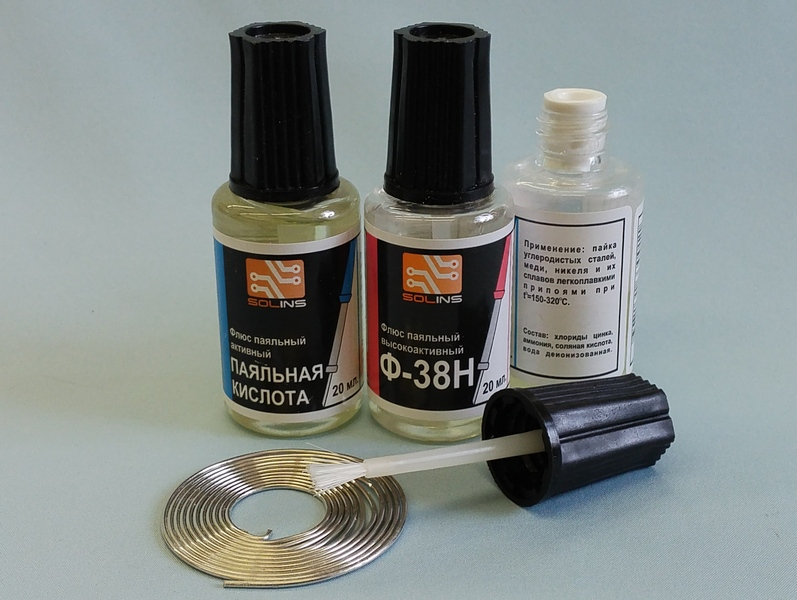

Флюси — добавки, які вводяться в доменну або агломераційну шихту для зниження температури плавлення пустої породи шихтових матеріалів і додання доменному шлаку необхідного хімічного складу і фізичних властивостей, що забезпечують нормальну роботу доменної печі й очищення чавуну від сірки, що особливо актуально для металургійних підприємств України, що використовують як паливо доменної плавки кокс із високосірчистого вугілля Донецького кам'яновугільного басейну.
Залежно від складу флюси бувають основні, кислі та глиноземисті. Оскільки здебільшого пуста порода руд кремнеземиста, то найбільш широко застосовують основний флюс, тобто матеріали, які містять оксиди кальцію та магнію.
У доменному виробництві як основний флюс застосовують вапняк, який є природною формою мінералу кальциту — CaCO3. Разом зі звичайним вапняком широко застосовується доломітизований вапняк, що є сумішшю кальциту і доломіту CaCO3,MgCO3.
Кислі флюси застосовуються при високому вмісті в пустій породі залізняку оксидів кальцію й алюмінію. Як кислі флюси використовується залізняк з кремнеземистою пустою породою. Дуже рідко, при необхідності підвищити вміст Al2O3 в шлаку, застосовується глиноземистий флюс, для чого використовується також бідний залізняк з глиноземистою пустою породою. На різних етапах металургійного виробництва виходять побічні матеріали, які містять залізо, марганець, оксиди, які флюсують і можуть бути використані як замінники руд і флюсів. До них належать:
- колошниковий пил, який виноситься з доменних печей. Склад колошникового пилу визначається складом завантажуваної в піч шихти та характеризується вмістом 45-50 % заліза і 5-10 % вуглецю. Колошниковий пил утилізується введенням у склад агломераційної шихти;
- шлами (твердий осад, який виділяється при відстоюванні вод, що поступають від мокрих газоочисток агломашин, доменних і сталеплавильних печей) за своїм складом близькі до складу колошникового пилу;
- зварювальний шлак (відходи прокатного виробництва, які утворюються в нагрівальних печах при нагріві металу перед його обробкою тиском), містить до 50 % заліза ;
- окалина — оксиди заліза, що утворюються на поверхні сталевого злитка при його нагріві перед плющенням. Складається майже повністю з Fe3O4;
- конвертерний шлак містить близько 70 % оксидів заліза і кальцію. Характеризується високою основністю — 3,0-3,5.